# Axel Rodrigues de Arruda
Axel Rodrigues de Arruda (vzdevek Axel), brazilski nogometaš in trener, * 9. januar 1970, Santos, Brazilija.
Za brazilsko reprezentanco je odigral eno uradno tekmo.